# هيكتور بيرليوز

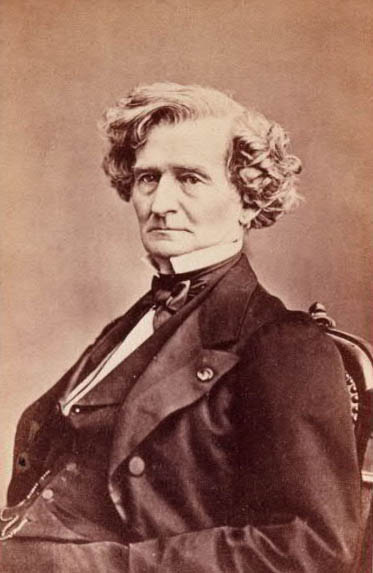
صورة لهيكتور برليوز التقطها فرانك، باريس 1855

لويس هيكتور بيرليوز (بالفرنسية: Louis-Hector Berlioz؛ 11 ديسمبر 1803 - 8 مارس 1869)، مؤلف موسيقى فرنسي. تميزت أعماله بقوة الحس الدراماتيكي وثراء النص الأوركسترالي. خلف العديد من الكتابات الموسيقية.

## حياته

### 1803 - 1821
لويس هكتور برليوز (م. 11 ديسمبر 1803) كان الابن الأكبر للويس جوزيف برليوز الذي كان طبيب شهير بعض الشيء وكان موسر في مقاطعة كوت سانت آندريه التي تقع شمال غرب جرينوبل في سهل إيزير. كانت الأسرة تنتمي للريف خاصة سهل إيزير العظيم الذي يقع مقابل جبال الألب مما أثّر بشكل دائم على المؤلف الشاب. والده كان رجل يملك نرة ليبرالية وثقافة واسعة، وكان المعلم الملهم لابنه، ورغم الجدال بشأن مشوار وزواج هيكتور الذي دمر علاقتهما بعض السنوات، كان هناك صلة عميقة بينهما. كانت والدته ماري إنطوانيت كاثوليكية ذات مزاج حاد ونظرة أضيق. ولدت له خمسة أطفال عاش منهما نانسي واديل التي كانت علاقتهما طيبة مع برليوز حتى النهاية.
في سن العاشرة التحق برليوز بالمدرسة لفترة قصيرة في لاكوت لكن بعد ذلك ترك تعليمه في أيدي والده كليا. كان يحب أكثر شيء الأدب الفرنسي واللاتيني والجغرافيا، خاصة كتب الرحلات، التي تركت فيه شوقا لزيارة الشواطئ البعيدة والغريبة أحيانًا التي بالكاد أشبعتها رحلاته اللاحقة حول أوروبا. من الكتاب اللاتينيين المفضلين لديه كان فرجيل وفي مذكراته كان يروي كيف ان قراءة والده لجزء من “دايدو وأنييس” كانت تبكيه. أيضا علمه والده عزف الفلاجوليه (آلة نفخ) ولاحقا تعلم عزف الفلوت مع مدرس محلي يدعى أمبرت والجيتار مع مدرس آخر يدعى دورانت. ولا شك أن مهارته في عزف الفلوت والجيتار سرعان ما أصبحت أكثر من كافية وأشبعت ليس فقط الطلب الاجتماعي لكن الحساسية العميقة تجاه الموسيقى التي تعرف عليها برليوز أول مرة وهي صبي صغير أثناء حضوره القداس. عند سماعه لحن من “نينا” لدلايراك في أحد الصلوات، أثار فيه شعور بالعجب وممزوج بالحس الديني الحار لكن قصير الأمد. لم يدرس البيانو ولم يتعلم العزف عليه إلا عدة تآلفات فقط.
ربط برليوز أيضا أول خطواته في الموسيقى، حيث تعلم عزف الفلاجوليت، مع شغفه في الصبا بإستيل دابوف، حين كان عمره 12 وهي 18 عام. كان يربط بينها وبين الجبال وراء ميلان حيث عاشت ومع عمل فلوريان “استيل ونيمورين” الذي قرأه وأعاد قراءته مئات المرات. كان ينتقد لإعجابه من بعيد، لكن كان شعوره اعمق مما شك أي أحد. وجد نسخة من عمل رامو “بحث عن الهارموني” في المنزل وكان اساس معرفته بالهارموني، تعلمه بالكامل دون الرجوع لآلة مفاتيح وبدأ يؤلف بطموح أكبر على الارجح في سن 13 أو 14. كتب خماسيتين للفلوت والوتريات كلها مفقودة الآن الا لحن من واحدة منهم التي أصبحت اللحن الثاني من افتتاحية les francs juges (القضاة الفرنسيون) ولحن أحد قصائد فلوريان التي استمرت ف باللحن الأول من السمفونية الخيالية.

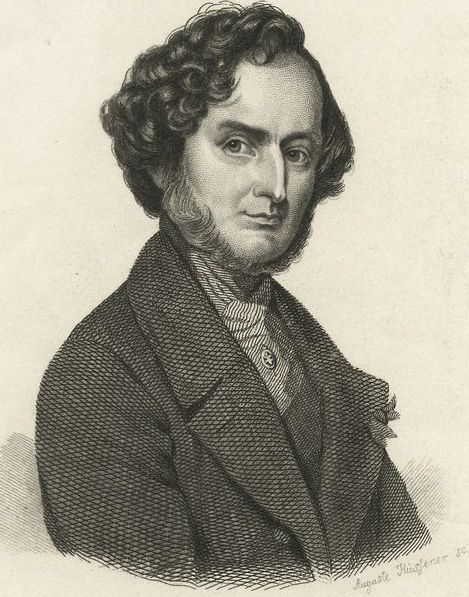
هكتور برليوز

“بدا لي مناسبا التعبير عن الحزن الذي شعر به قلب الشاب العالق في معاناة حب بلا امل”. كتب نسخ من أعمال رومانس لدلاياك وبولديو وبيرتون واخرين احيانا مع مصاحبات للجيتار قام بها، وكتب أعمال رومانس خاصة به على نفس المنوال. عام 1819، حين كان عمره 15، كتب لاثنين من ناشري الموسيقى في باريس سداسية وبعض الأغاني مع مصاحبة من البيانو، ويبدو مرجح أن الرومانس الذي كتبه كان أول عمل ينشر له قبل بهذه الطريقة. رغم أن العمل غير طموح في اسلوبه، لكنه يشير إلى عمله “بياتريس وبندكيت” من الذي كتبه بعد ذلك ب40 سنة.
حين بلغ 17 سنة كان عليه اتخاذ قرار بشأن مهنته، ورغم أن غريزة لا تقاوم جذبت برليوز للموسيقى، كانت رغبة والده ان يدرس مهنة الطب هي التي سيطرت عليه، وأرسله إلى باريس لمدرسة الطب، بعد أن حصل على الليسانس من جرينوبل في مارس 1821. في هذه المرحلة كانت أفقه ما زالت ضيقة، وكانت معرفته بالعالم أدبية أكثر منها حقيقية، وأعمق انطباعاته على الأرجح كانت استعياب طفل بالمحيط الطبيعي وأصداء حروب نابليون. لم يكن يعرف عن موسيقى الآخرين ولم يرى نوتة موسيقية لغيره، كانت الرباعيات الوترية لبلايل هي أكثر موسيقى متطورة سمعها. في الشكل كان متوسط الطول ولديه كتلة كثيفة من الشعر المجعد وكانت عيناه زرقاوين وغائرة وانفه طويل مميز اعلى شفاه عريضة رفيعة.

### 1821-1830
حتى قبل مغادرة برليوز لاكوت كان واضحا انه يكره دراسه الطب. التحق مع ابن عمه الفونس الذي شاركه السكن، بكلية الطب ودرس لعامين على الأقل حتى حصل على بكالوريوس العلوم في يناير 1824. لكن الطب كان يقاتل معركة خاسرة ضد القوة الغالبة لدافع برليوز الموسيقى الذي اشتعل الآن مئات المرات أقوى بالخبرة الموسيقية والفرصة التي أتاحتها العاصمة، التي ظلت منزله لباقي حياته. خلال شهر من وصوله بدأ حضور عروض في الأوبرا. كانت أوبرا “إفجيني في توريد” لغلوك أول أوبرا سمعها فتركت انطباعا قويا عليه وظل المؤلف الذي أحبه كليا أكثر من سواه. كما استمع لأعمال لسالييري وميهول وسبونتيني وبولديو، وهو برنامج حفلات قدم أساس أسلوبي لمحاولاته الأولية الخاصة للتأليف على نطاق واسع. ما زالت هناك نسخ كتبها بخط يده لمقتطفات من أوبرات جلوك كتبها عام 1822 في مكتبة الكونسرفتوار، التي ارتادها قدر الإمكان كلما سمحت دراساته، لكن سرعان ما شعر بالحاجة إلى تكملة تكنيكه الموسيقي؛ في نهاية 1822 دخل لاسور خلال طالب جرونبل، والتحق بفصله قبل هذا الوقت حاول للمرة الأولى كتابة عمل لأوركسترا كامل، كنتاتا “الحصان العربي” على نص لميلفوي (مفقود الآن) - 6 أعمال رومانس لصوتين أو صوت واحد مع البيانو ظهرت مطبوعة منذ وصوله في باريس، لكن أثر واحد لدروس لاسور كان ان لم ينشر برليوز موسيقى لنحو 6 اعوام، مركزا بدلا من ذلك على أعمال لاحقة، مع مصاحبة أوركسترالية.
عام 1823 كتب أوبرا لعمل “إستيل ونيمورين” لفلوريان مشيرا إلى ذكريات الطفولة وألحانا لطفولة بلا شك أيضا. هذا مثل العملين التاليين - مشهد للباص من بيفرلي لسورين والأوراتوريو اللاتيني “رحلة البحر الأحمر” - حرقت لاحقا، باعتراف برليوز. العمل الهام الأول الذي نجا جزئيا هو القداس الذي كتبه لكنيسة سانت روش عام 1824. في البروفة الأولى تحت فالنتينو في 27 ديسمبر 1824 كان كلف بكتابته، لكن العرض الناجح في يوليو التالي بقيادة نفس المايسترو أعاد ثقة برليوز في نفسه وقوى عزمه ليكون حسب قول لاسور “ليس طبيب لكن مؤلف موسيقي عظيم”.
منذ تخليه عن الطب واجه المعارضة الراسخة لأبويه ومنع المال عنه - صراعات الأسرة استمرت لسنوات وزياراته إلى لاكوت زادت من الاغتراب. مع تقليل المال من أبيه وآخر الأمر منعه، أجبر برليوز على الاقتراض من أصدقائه، وعانى المشقة على الأقل لخمس سنوات. اعتمد على الموارد المتاحة - فدرس لعدة طلاب، وعمل لفترة قصيرة منشد في الكورس في أحد المسارح وكتب بعض المقالات للصحف، وكان بداية ما أصبح لاحقا مصدر دخله الرئيسي. أقرب صديق له في هذه الفترة كان طالب حقوق له ميول ادبية يدعى هامبرت فيراند، قدم له نص “الثورة اليونانية”، الذي لحنه عام 1825، وأيضا اوبرا “القضاة الفرنسيون” 1826 التي ظلت منها 6 اجزاء مع الافتتاحية. كان العمل يدين كثيرا مدرسة لاسور لكن أيضا يعكس الالوان الداكنة والالحان الغريبة لعمل اوبرا “الخفاش” لفيبر. رغم إكماله عمل “القضاة الفرنسيون” لم تنجح أي محاولات برليوز للحصول على عرض العمل، وبعد على الأقل محاولتين لاعادة كتابتها، رفضه واعاد استخدام اجزاء منه في أعمال لاحقة في مارش “مارش للمقصلة” في “السيمفونية الخيالية” عام 1830.
عام 1826 التحق برليوز بالكونسرفتوار حيث كان في فصل لاسور للتأليف الموسيقي، الذي كان يحضره لبعض الوقت، وفصل ريخا للكونترابنط والفوجة. “القضاة الفرنسيون” وافتتاحية “ويفرلي”، التي تلتلتها كشفت فردية متزايدة وثقة واضحة في قواه الخاصة، خاصة في تناول الآلات. العضوية في الكونسرفتوار أملت عليه دخول مسابقة روما سنوية التي يعرضها المعهد للتأليف الموسيقى، ودخل المسابقة “وفاة اورفياس” كنتاتا لحنها عام 1827، أعلن الحكام استحالة عرضه (رغم أن برليوز عزفها في بروفة عام 1828 حيث نالت بعض الرضا). في مسابقة 1828 كتب “هرمني” التي ضمن اللحن الذي استخدمه لاحقا كفكرة ثابتة في السمفونية الخيالية ونال المركز الثاني. عام 1829 كتب أكثر مقطوعة درامية وذاتية من أعمال الكنتاتا بعنوان “مصرع كليوباترا”، ولم يمنح جائزة عنها، على الأرجح لتفادي منح الاستحسان الرسمي لمؤلف “أفصح عن ميول خطيرة”. في المحاولة الرابعة عام 1830 نجح برليوز اخيرا رغم بقاء جزء فقط من كنتاتا “موت ساردنبال”. كانت حيلته تقييد اسلوبه الفردي في التعبير لتقديم اسلوب مقبول تقليديا.

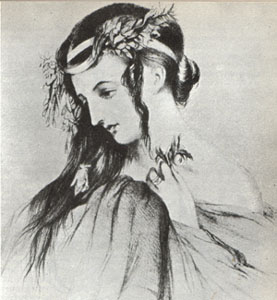
رسم لهارييت سميثون في دور أوفيليا في مسرحية هاملت لشكسبير

أثناء هذا زادت العناصر العاطفية والفنية في شخصيته بسبب عدة مشاكل تعرض لها. القدرة على استيعاب انطباعات خارجية قوية وتحويلها إلى شكل فني عالي وضعته في الطليعة للجيل عام 1830، وزرع في البيئة لخياله ثمار أعمال عظيمة، كثير منها ظل تحت سطح التحقيق لسنوات كثيرة. الأولى كان الاثر العاجل لشكسبير والممثلة هارييت سميثون في 11 سبتمبر 1827. في ذلك اليوم حضر برليوز عرض هاملت الذي قدمته فرقة إنجليزية في مسرح أوديون، حيث لعب تشارلز كمبل دور هاملت ومس سيميثون لعبت دور أوفليا. “الانطباع الذي تركته على قلبي وعقلي بموهبتها الاستثنائية، لا بل عبقريتها الدرامية، لم يضاهيها سوى الضجة الذي شعرت بها من الشاعر الذي ترجمت عمله بهذا الوضوح”. رغم أن اداء نسخة جرايك كانت بالإنجليزية التي يجيدها برليوز وقتها، استوعب عظمة ورفعة لغة شكسبير وثراء شكسبير وثراء شكلها الدرامي، وانضم لمراتب من تحت قيادة هوجو الذين اعتبروا شكسبير تحدى للكلاسيكية الفرنسية ونموذج للمسرح الرومانسي الجديد. بالنسبة لبرليوز مثل شكسبير قمة التعبير الشاعري؛ قدرته على التعبير الدرامي والتحرر من القيود الرسمية كان لها دوي مباشر في روح برليوز. مسرحيات شكسبير كانت اساس ثلاثة أعمال كبرى له افتتاحيات “روميو وجولييت” و”بياتريس وبنديكت” و”الملك لير”. كما كتب ثلاثة أعمال على الاقل مستوحاة من “هاملت” وفانتازي “العاصفة” وبعض الاقتباسات المباشرة في عمله “الطرواديون”. شكل اعمق قدم شكسبير اطار لبناء كل من روميو وجولييت والطرواديون وكان مصدر في شكل حقيقة درامية لتصور برليوز الاساسي للحقيقة التعبيرية. كان برليوز يقرأ ويقتبس شكسبير بلهفة لباقي حياته، واضعا إياه جانب فيرجيل في البانثيون الأدبي.
هذا الاكتشاف الهام عمل بعمق أكبر وأبطأ من اكتشافه لمس سميثون التي أشار لها بأوفيليا أو جولييت أو ديسديمونا. جنونه العاطفي كان قوي وعنيف وسريع. في العامين التاليين لاحقها دون ندم، منتظرا عودتها إلى باريس، باحثا بلا جدوى عن وسيلة للتقرب إليها. حين بدا عام 1830 أن حبه لها بلا أمل، اندلع التوتر العاطفي المتراكم في عمله “السيمفونية الخيالية”، التي تصف وتبدل في شكل فني شغف الفنان واحلامه واحباطاته. بالنسبة لبرليوز لا فرق واضح بين هارييت سميثون الحقيقية والتجسيد المثالي لبطلات شكسبير، حتى حين لاحقا قدم نفسه لها وآخر الأمر تزوجها، العلاقة التي بدأت على مستوى مثالي فسدت في واقع الحياة العادية، والتفكير الرومانسي الكامل للفنان مع المرأة المثالية وصل لنهاية مريرة.
اكتشافان آخران في هذا الوقت لهما أهمية قصوى: في مارس 1828 سمع برليوز السمفويتين الثالثة والخامسة لبيتهوفن عزفهما هبانيك وجمعية الحفلات في الكونسرفتوار، “فتح بيتهوفن امامي عالما جديدا من الموسيقى مثلما كشف شكسبير عن عالم جديد من الشعر”. للمرة الأولى اتسعت آفاقه من الأنواع الصوتية كليا للأوبرا والكنتاتا والرومانس للإمكانيات التعبيرية للموسيقى الآلية البحتة. أن برليوز كتب سمفونيات على الإطلاق هو كليا يرجع إلى حبه لبيتهوفن، ويمكن النظر إلى “السيمفونية الخيالية” كمحاولة عن قصد لوضع أفكار درامية وشعرية يشبه سيمفونيات بيتهوفن. والأهم من ذلك، اكتشف برليوز أن موسيقى الآلات تملك قوة تعبيرية أكثر اختراقا من الألحان الغنائية، وهو اكتشاف يظهر بوضوح في “روميو وجولييت”، وفي المارش الجنائزي في هامليت، وفي مراحل معينة في “الطرواديون”. تمام مثلما بالكاد لحن برليوز أي اشعار لشكسبير بالمثل نادرا ما اقتبس أي من نغمات محددة لبيهوفن. استوعب هذا الأثر على مستوى عميق، حيث اعتبر بيتهوفن كاتب مسرحي في الموسيقى واشبه بشاعر من كصانع.
“مسرحية فاوست” لغوته وصلت لبرليوز خلال ترجمة جيرارد دو نيرفال، التي نشرت في ديسمبر 1827، ومرة أخرى كان أثرها عميق وفوري. تصور فاوست عن الإنسان كان له أصداء عديدة في نفس برليوز. في رسالة عام 1828 وصف شكسبير وغوته بأنهما “أمين سر صامت لمعاناتي، فما يملكان المفتاح لحياتي”. واصل القول أنه فقط وضع لحن بالاد ملك ثول، وكان أول من 8 مشاهد وألحان لأجزاء الشعر التي ترجمها نيرفيل. الثمانية مشاهد في فاوست نشرت على نفقة برليوز، وهو عمل مصنف رقم 1 كان اصيل ومبتكر. كل مشهد يحمل اقتباس من شكسبير، وكل واحد له لحنه الموسيقي المناسب، حيث يتنوع من Concert de Sylphes لستة أصوات صولو والأوركسترا للسرينادة حيث يصحب مفستفوليس مع الجيتار. لكن رغم طابعه المميز وجد برليوز العمل “غير مصقول وكتب على نحو سيء”. جمع كل النسخ التي تمكن من جمعها ودمرها. لم يدرك أن هذه الموسيقى ستجد مكانها المناسب في النهاية كجزء أكبر من عمل “لعنة فاوست” الذي اكتمل عام 1846.
التأثيرات الأدبية من نوع اقل كانت عديدة، كان اساسي بينهم أعمال توماس مور وولاتر سكوت ولورد بايرون. كل الثلاثة ألهموا أعمال موسيقية. أيضا انغمس في شاتوبراياند هوفمان وفنيمور كوبر واعمال كتبها مواطنوه ومعاصروه هوجو ودوفيجني ودو ماسيه ونيرفال. لاحقا استوعب واعجب ببلزاك وفلوبير وجوتييه الذين قدمت اشعارهم نص عمل “ليالي الصيف”.
الاختمار في ذهن برليوز في اواخر 1820 كان مذهلا. بدلا من الضعف تحت الضغوط المثمرة قام بنشاطات ابداعية. افتتاحية “ويفرلي”، و”8 مشاهد من فاوست”، و9 الحان لتوماس مور (مجموعة ارلاند) التي كتبها عام 1829، وفوق كل شيء “السيمفونية الخيالية” التي كتبها في اوائل 1830 تشهد على هذا. كما كان نشطا كمناصر لموسيقاه الخاصة. المجموعة التي كتبها في سانت روش عامي 1825 و1827، وفي 26 مايو 1828 قدم برليوز أول حفل اوركسترالي في باريس. كانت نيته ان ينال انتباه الجمهور خاصة هارييت سميثون، ونجح في هدفه حيث ان الصحافة كانت مؤيده له معظم وقته في 15 سنة التالية خصصت للتخطيط والتنظيم وبعد 1835، حيث قاد حفلاته في باريس، وهي مهمة تطلب الكثير من نشاطه وعادة على نفقاته الخاصة لكنها قدمت منفذ وحيد لاعماله الاوركسترالية.
نجاحه في النهاية في نيل جائزة روما عام 1830 كان مهما له كوسيلة لإقناع والديه ان ميله الموسيقي كان جادا، وأيضا مصدر دخل للسنوات القليلة القادمة. تطلبت الجائزة الإقامة في إيطاليا، لكن قبل أن يغادر كان لديه حفلات هامة يقدمها في باريس. عند حفل توزيع الجائزة في المعهد في 30 أكتوبر الكنتاتا موت ساردانابال مع مشهد إضافي كتبه بعد فوزه بالجائزة لم ينجح. وسمع لأول مرة فانتازي أو افتتاحية «العاصفة» للكورس والأوركسترا لأول مرة في 7 نوفمبر في الأوبرا وفي 5 ديسمبر «السيمفونية الخيالية» عرضت لأول مرة في حفل يقدم أعمال برليوز وقاده هابنيك. فرانز ليست الذي كان حاضرا، تعرف على برليوز في هذه المناسبة.
سمعة برليوز كمؤلف موسيقي مبتكر بشكل مذهل كان الآن مؤكد وتقدمه في العالم الموسيقي لباريس لم يتقدم بالإقالة الإجبارية والنقل لإيطاليا. قدم عدة طلبات ليعفى من الذهاب مقدما أسبابه الحاجة لمواصلة مشواره في باريس وحالته الصحية التي لم تكن جيدة بالتأكيد. سبب أكثر إلحاحا، في ذهن برليوز كان تعلقه بكاميل موك، وهي عازفة بيانو عمرها 19 سنة تملك مواهب فريدة قابلها سابقا في هذا العام في مدرسة كانت تدرس فيها البيانو وكان هو يدرس الجيتار. حلت محل مس سميثون التي تستجيب له وأدت علاقتها الحارة إلى خطبتهما في عشية رحيله لإيطاليا.

### 1831-1842
قضى برليوز شهرا في لاكوت سانت اندريه، حيث سر والداه أخيرا بالنجاح الذي حققه. في ذهنه كان حقق عمل ناجح واسع النطاق لازمه لعدد من السنوات، في حين كانت أفكاره المباشرة كانت مع كاميل كليا بالفعل، على حد قول فرديناند هيلر، كانت باريس في مشاعره. رحلته لإيطاليا وال15 شهر التي قضاها هناك كانت سنوات تكونه. ذهنه كان باستمرار حي للانطباعات الملهمة والمحبطة للبلد والناس، وعاداتهم وأسلوب حياتهم. كان مفترض أن يأخذ الإلهام من بقايا العصر الكلاسيكي القديم. هذا حيره بالتأكيد خاصة عند تناول فيرجيل، كان مفترض أن يأخذ الإلهام من بقايا العصر الكلاسيكي القديم هذا حيره بالتأكيد خاصة عند تناول فيرجيل، لكن إنتاجه كان قليل نسبيا وعفوي والتكليف بالأعمال الذي تلقاه من روما لم يكن لافت للنظر بشكل خاص. مع ذلك إيطاليا كان لها أثر على موسيقاه بشكل أكثر تدريجي، مع أثر بعيد الأمد على أسلوبه بالتالي كان هناك لون جديد وبريق في موسيقاه التي كانت حسية ونشطة. هذا مشتق ليس من الفن الإيطالي أو الموسيقى الإيطالية التي لم تؤثر عليه كثيرا وكان يحتقرها، لكن من المناظر الطبيعية والشمس ومن إحساسه بالمكان. أعماله «هارولد في إيطاليا»، “بنفنيتو شيليني"، “روميو وجولييت" اوضح تعبير عن رد فعله نحو إيطاليا. كل من «الطرواديون» و«بياتريس وبنديكت» يعكسان دفء وسكون البحر المتوسط وأيضا حيويته وقوته.
وصف برليوز لإيطاليا في المذكرات والروايات الوفيرة لأسفاره في رسائل لأصدقاءه وأسرته تستحضر الذكريات بشكل رائع، يبدو هنا أنه اكتشف مواهبه ككاتب. في إيطاليا واجه تجارب قرأ عنها فقط في الماضي أو قدرها. أصبح حبه للورد بايرون الذي كان تقليدي في ذلك الوقت واقع حين صادف أفكاره الثورية وجمع خشونة عاصفة في البحر أو كارنفال في روما أو نام في الهواء الطلق في الجبال. قابل بحارة ومزارعين ونحاتين ومسافرين لكن باستثناء مندلسون قابل عدة موسيقين. فيلا مديتشي في روما آوت الفائزين بالجائزة تحت رعاية هوريس فيرنت، لكن بيرليوز لم يحب المدينة: «روما أغبى مدينة قابلتها: هي ليست مكان مكان للعقل أو القلب». فلورنسا من جهة أخرى أعجبته: «كل شيء فيها يسرني، اسمها ومناخها ونهرها وقصورها وهواءها والأسلوب والأناقة لقاطنيها والاجواء وكل شي، احبها أحبها». في روما كتب قليل غالبا بسبب الجو الخانق للفيلا لكن في أسفاره حقق أكثر بكثير.
بعد ثلاثة أسابيع من وصوله في روما عاد برليوز لفرنسا معرضا معاشه للخطر لأجل اكتشاف سبب عدم سماعه أخبار عن كاميل. في فلورنسا عرف أنه هجرته من أجل خاطب جديد أكثر ثراء وهو صانع البيانو كامي بلايل. في شلال من الغضب العارم والكبرياء المجروحة، قرر برليوز العودة لباريس لقتل كاميل وزوجها وأمها وأخيرا نفسه. رغم أنه عند وصوله لنيس قل تصميمه وعدل عن هذا وعقله أعطى مشاعره الوقت لتهدأ. استعد فيرنت لمسامحته؛ كان برليوز مستعد لمسامحة ضحاياه. كانت التجربة مؤلمة وكان تعافيه العاطفي متصل بتعافيه البدني واستعادة صحته. شعر أنه نجا وان بإمكانه العيش مرة أخرى ليكتب الموسيقى الخامدة في ذهنه. هنا ولد عمله «العودة إلى الحياة»، وهو عمل نصف أدبي ونصف موسيقي كشف عن تعدد التجارب معا تحت اسم «الكلام بمصاحبة الموسيقى» المقتبس عن عمل لتوماس مور. معظم الناس عكس أفكار موجودة في رسائله وقتها، في حين اعتمدت الموسيقى غالبا من أعمال كتبها سابقا في باريس. رغم أن العمل كان دائما مصمم كجزء ثاني من السيمفونية الخيالية وأشار مباشرة لهارييت سميثون، كان حب مختلف من طرف واحد ابتكر العمل. ثم يعد تسميته lelio حتى إحيائه عام 1855.
مع الاستراحة لمدة ثلاثة أسابيع في نيس – أسعد ثلاثة أسابيع في حياته، قال برليوز – أعطى الأولوية لإلهام ملح آخر، افتتاحية عن الملك لير لشكسبير، التي قرأها في فلورنسا، وبدأ افتتاحية أخرى مأخوذة عن «روب روي» لوالتر سكوت. عند العودة لورما عمل في «العودة للحياة» وراجع السيمفونية الخيالية. انتقل خارج روما قدر الإمكان خاصة لجبال أبروتزي وتيفولي وسوبياسو، حيث أكمل تأليف «روب روي» – تتذكر النحات انطوان إتيكس كيف كان يذهب في نزهات طويلة هو وبرليوز معا، يغنون جويام تيل ويستحمون ويقومون بالنكات السمجة. في سبتمبر ذهب برليوز لنابولي وزار بومبي وجزيرة نسيدا ثم عاد لروما سيرا على الأقدام.
الناتج الموسيقي الوحيد لباقي مدة بقاءه في إيطاليا كان أغنية «الأسير» التي كتبها في سوبياسو في فبراير 1832. كان متلهفا للعودة إلى باريس وعرض أعماله الجديدة هناك، وحصل على إجازة لستة أشهر وغادر في مايو 1832. لاحقا اعفي من الإقامة المطلوبة في ألمانيا. بعد عدة أشهر قضاها في لاكوت سانت أندريه، وصل باريس في نوفمبر وفي الحال أقام حفل عرض فيه موسيقاه، يشمل «السيمفونية الخيالية» بعد مراجعتها مع الجزء الثاني «العودة للحياة». الإشارات التي لم يخفيها لتصحيحات فيتسي لسيمفونيات بيتهوفن نالت الاهتمام لبرليوز في «مجلة النقد الموسيقي» وعداء ناقد هام، لكن كان أكثر اهتماما بوجود هارييت سميثون في باريس في هذا الوقت. لم تكن عروضها المسرحية بنفس درجة النجاح الذي حققته منذ خمس سنوات، لكن وسيط أمن حضورها في الحفل وبالتالي تعرفه عليها. رغام ديونهم المتراكمة بالتتابع والمصاعب والاعتراضات من كلتي الأسرتين، خاصة أسرته، سرعان ما تقدم برليوز للزواج منها. بعد التودد لها بشكل غريب وعاصف تزوجا في 3 أكتوبر 1833.
ربما كان يميز برليوز أن يأخذ حبه المثالي لهارييت التي اعتبرها أوفيليا لدرجة الزواج وربما أيضا لا عجب أن الزواج ظل سعيدا بالكاد لأكثر من ست سنوات. أنجبا ابن يدعى لويس في أغسطس 1834 وصورة الأسرة التي تعيش في مونمارتر، حيث زارهما أصدقاءهما، هي صورة مؤثرة. لكن مع حاجز اللغة بينهما والتوتر الناتج عن المزاج المتقلب والنقص في المال دائما شديد، عجب أنه قبل عام 1842 ابتعدا. كانت سنوات هارييت الأخيرة حكاية مؤسفة للتعاسة والعلة ومات عام 1854. أعالها برليوز للنهاية وظل يشعر بدفء عاطفي لما مثلته له ولصفاتها الملهمة كفنانة.

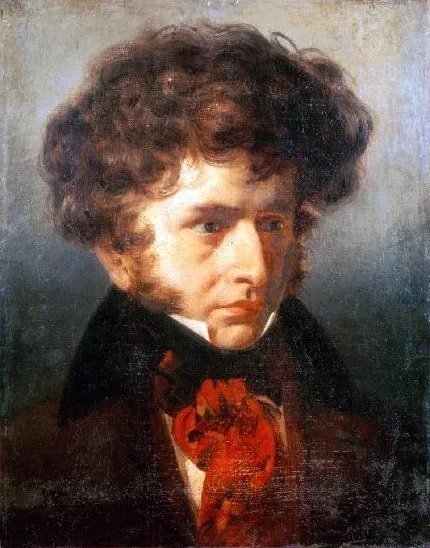
لوحة زيتية لبرليوز في شبابه لإيميل سيجنول، 1832.

مشوار برليوز في 1830، رغم إنجازاته المذهلة، في الأساس مأساوي. كان يدرك عبقريته والابتكار داخله، لكن فشل في نيل الاعتراف الذي وحده ضمن له أقل سبل العيش. كمؤلف لم يجن أي مال. الرأي العام عن موسيقاه كان أنها غريبة و«غير صحيحة». كان معجبوه متحمسين لكن عددهم قليل، ولم يحصل على وظيفة جديرة به، مثل تعيين التدريس في الكونسرفتوار؛ لكنه فقط كان مساعد أمين مكتبة. حصل على تكليفين من الحكومة «القداس العظيم للموتى» عام 1837 والسمفونية الجنائزية العظيمة عام 1840، لكن لم يكن أي من العملين مربح بشكل خاص أو مساعد لموقفه الفني. كان مرغما على كسب العيش في مهنة برع فيها لكن لم يحبها وهي كناقد. كتب في مجلة «الأدب الأوروبي» عام 1833 ومن عام 1834 كتب في الجريدة الموسيقية التي أصبحت لاحقا «جريدة النقد الموسيقي» وسرعان ما عرفه الباريسيون كناقد أكثر منه مؤلف.
أخذته الصحافة بعيدا عن التأليف وعن العزف. رحب برليوز بتكريس وقتا أكبر لتقديم الحفلات، حتى رغم أن الأعباء المالية دائما شديدة. سجل حفلاته في باريس شمل برامج موسيقية تقدم أعمال من تأليف ألية صولو واحيانا أعمال لبيتهوفن وفيبر وسبونتيني وآخرين. شارك ليست وشوبان وهال وأعضاء آخرون من الدائرة العالمية للموسيقيين الذين سكنوا باريس وقتها. بعد 1835 حين قدم جيرارد عرض «هارولد في إيطاليا»، قرر برليوز قيادة أعماله بنفسه. هذا أدى بدوره لمهنة أخرى كواحد من أوائل قادة الاوركسترا المتخصصين، وكان مطلوبا بشكل واسع خارج فرنسا لمهارته وبصيرته في ترجمة الأعمال.
عدم التشجيع لم يوقف تدفق أعماله الكبرى، فكتب هارولد في إيطاليا في صيف 1834 ردا على طلب من بجانيني لعمل يستعرض كفاءة آلة الفيولا من صنع ستراديفاري. استغل برليوز الفرصة ليبتكر سيمفونية غير مألوفة ذات عناصر من الكونشرتو حيث يعرض أصداء رحلته الإيطالية في معطف عمل بايرون «شيلد هارولد». مثلما في السيمفونية الخيالية، اللحن المتكرر مرة أخرى يوحد الأربع حركات، لكن الدور المتواضع للفيولا المنفردة منع بجانيني من عزف العمل.
إذا كانت صورة بيتهوفن ما زالت حية في ذهن برليوز في هذا الوقت، كان اهتمامه الرئيسي لأسباب مهنية وأيضا فنية، هو الفوز بالنجاح في الأوبرا. فقط بالتالي كان يبحث عن الاعتراف به؛ أيضا كان يمكن لبرليوز إثبات نفسه في الخط النبيل لجلوك وسبونتيني. «القضاة الفرنسيون» راجعها مرة قبل مغادرته لإيطاليا. بعد عودته قام بمحاولة أخرى، بمساعدة توماس جونيه، ليعيد صياغته في فصل واحد، لكن ما زال لم يثير أي اهتمام. بعد التخلي عن العمل، فكر في كتابة أوبرا كوميك على مسرحية «ضجة فارغة» لشكسبير التي أصبحت آخر الأمر «بياتريس وبنديكت» عام 1862 وبعد وقت قصير فكر في كتابة «هاملت» قبل إقناع ليون دو والي وأوجست باربييه، بمساعدة ألفريد ليكتب ليبريتو من مذكرات بنفنيتو تشيللي، وهو كتاب كان فيه أحداث كثيرة تقدس البطل الفنان فراقت له بقوة. أيضا قدمت اللون المحلي الذي لا يقاوم لإيطاليا في عصر النهضة. كتبها اولا كأوبرا كوميك مع حوار، تم رفض الليبريتو عام 1834، لكن برفع النبرة وتوسيع الموسيقى، تمكن برليوز من تقديمها للأوبرا. تم قبولها عام 1836 وعرضت عام 1838. في ذلك الوقت موسيقى مايربير وهاليفي كان لها شعبية في الأوبرا فلم تتمكن الاعضاء القليلة للفرقة أو لم تكن مستعدة لاعتبار موسيقى برليوز المبتكرة بشكل محير بجدية في كل الأحداث، الثلاثة عروض لعام 1838 كانت فشل واضح، والإدارة لم تهتم كثيرا بإحياء العروض القليلة العام التالي. وصف برليوز التجربة بمرارة على انها سببت له إهانة كفنان وأغلقت ابواب الأوبرا أمامه، إلا كمعد لأعمال مؤلفين آخرين لباقي حياته.
كان برليوز مشغول في نفس الوقت بمفهوم نصف ثوري، نصف نابليوني على أكبر نطاق، الذي اتخذ عدة أشكال. بقايا قداس 1824، كتب مخطوطة لسيمفونية عسكرية في رحلة العودة من إيطاليان وانشغال بيوم الحساب كله ساهم في خطط لعمل كبير من سبع حركات يخلد ذكرى أبطال فرنسا القوميين، اكمل منها حركتين عام 1835. لم تستمر هذه الأعمال رغم أنها على الأرجح كانت ضمن القداس الجنائزي الذي كلفه به وزير الداخلية وعرض في 5 ديسمبر 1837، وأيضا ربما في السيمفونية الكبيرة الجنائزية، وهو تكليف آخر من الحكومة، الذي عرض في الذكرى العاشرة لثورة 1830 في 28 يوليو 1840. كلا العملين يستغلان اهتمام برليوز بالتأثيرات الكبرى والمضاهاة المناسبة للآلات الموسيقية للمناسبة والمكان المقصود به المقطوعة. «السيمفونية الجنائزية» كتبت أصلا لفرقة عسكرية كبيرة وعرضت في الهواء الطلق. أثار ميوله النابليونية يمكن ملاحظتها في تلحينه للباص المنفرد والكورس وأوركسترا بيرانجير الذي عرض أول مرة عام 1835.
عكس هذا، كانت الكثير من الأعمال في الثلاثينيات رقيقة وحميمة. واصل كتابة الأغنيات، التي وزع بعضها اوركستراليا، مثل الأسير وعملsara la baigneuse وهو لحن لقصيدة كتبها فكتور هوغو وسمع لأول مرة عام 1834. “ليالي الصيف"، ست الحان لقصائد جوتييه بمصاحبة البيانو ظهرت عام 1841: كل الستة أعمال وزعت لاحقا.
هبة بجانيني غير المتوقعة لمبلغ 20 الف فرانك في ديسمبر 1838، وهي دليل على إعجابه بعمل «هارولد في إيطاليا»، جعل ممكن تأليف «روميو وجولييت» وكان عزاء لبرليوز بعد فشل عمله «بنفيتو تشيلليني». قال «فكرتي كانت استخدامه لغرض موسيقي. كنت مستعدا للتخلي عن كل شيء آخر وكتابة عمل هام بحت، شيء رائع على خطة كبرى واصلية، مليئة بالشغف والخيال، تستحق الإهداء لفنان لامع أدين له بالكثير». كتب برليوز بشكل مؤثر للأشهر الحارة للتاليف وأصبح يعتبر «مشهد الحب» أحد ابرع أعماله، لكن النقاد اتهموه بالفشل في فهم شكسبير. بالنسبة لفاجنر على الأقل، الذي كان حاضرا في العرض الأول، اعتبر العمل «ملهم».

### 1842-1848
نحو 1841 وصل برليوز لنقطة تحول في مشواره. في ذلك العام الموسيقى الوحيدة له التي عرضت أمام الجمهور في باريس كانت مجموعة رسيتاتيف كتبت لعمل الفراشوتز لفيبر من أجل جعلها مقبولة لخطر الأوبرا على الحوار الشفوي. في نفس الوقت تقارير للعروض في الخارج كانت شائعة بتزايد. القداس الجنائزي مثلا عرض في سانت بطرسبرغ، في حين أعمال أصغر مثل افتتاحيات خاصة «القضاة الفرنسيون» أصبحت تجمع بتكرار أكبر في إنجلترا وألمانيا. ما زال حجب نشر سيمفونياته لمنع العروض خارج سيطرته، حتى كان من الملح الذهاب للخارج شخصيا، ولدعم سمعة دولية متطورة. في الوقت نفسه الإحباطات في باريس جعلت نفسها أوضح، مع حماس ألمع لعام 1830 ينحسر بالفعل والأذواق البرجوازية يوميا أوضح، خاصة في المسرح. ربما كان زواجه متأزم بالفعل. للمرة الأولى إبداعه الموسيقي وهن، دون أعمال كبرى تظهر لخمس سنوات. عمل بشكل متقطع ودون حماس في ليبريتو كتبه سكريب للاوبرا «الراهبة الدموية» الذي لم يكتمل قط. من جهة أخرى نشاطه الأدبي كان يمتد وراء المطالب المنتظمة لنقد صحفي لدراسة شاملة للتوزيع الأوركسترالي، الذي بدأ في الظهور عام 1841 في «مجلة النقد الموسيقي» والذي نشر عام 1843 بعنوان «بحث في التوزيع الأوركسترالي».

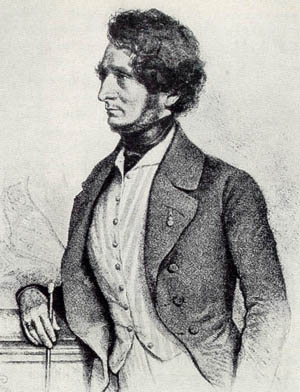
نحت حجري لبرليوز قام به أوجست برونجوفر في فيينا عام 1845. اعتبره برليوز يشبهه كثيرا

للعشرين سنة التالية معظم وقت برليوز قضاه في زيارات لألمانيا والنمسا وروسيا وإنجلترا وفي أماكن أخرى. الفضول بشأن الموسيقي المتقدمة كان أوضح في هذه الأماكن أكثر من باريس، والمشاكل الإدارية والمالية للترويج للحفلات كانت أقل. كلما زاد سفره زاد شعوره بالمرارة بشأن الأحوال في المنزل، مع ذلك رغم تفكيره في الاستقرار في الخارج – في درسدن مثلا وفي لندن – كان دائما يعود إلى باريس.
حفله الأول في الخارج كان في 26 سبتمبر 1842 في بروكسل. كانت حفلتين له هناك على حد قول برليوز «مجرد تجربة»، لكن ناجحة بما يكفي لتبرير الجولة الأكثر طموحا التي تلت بعد ذلك بوقت قصير. كان في الخارج من ديسمبر 1842 لنهاية مايو 1843، وجولته اتخذت في زيارات إلى بروكسل وفرانكفورت وشتوتغارت ومانهايم وفايمار ولايبزغ ودرسدن وعودة إلى لايبزج وهامبورغ وبرلين وهانوفر ودارمستاد. الجولة رواها بوضوح في رسائل صريحة لأصدقائه نشرت في «رحلة موسيقية في ألمانيا وإيطاليا» عام 1844 وأخيرا كانت جزء من مذكراته. التقى بأصدقاء جدد، بمن فيهم شومان وجدد معرفته مع مؤلفين أمثال مندلسون وفاجنر، على سبيل المثال – وقام بدراسة العزف الأوركسترالي في المدن المختلفة التي زارها. بشكل عام كان استقباله حار بالكامل، ذوق للكثير من الترحاب الحماسي الذي استقبل به في ألمانيا. سمعته كصوت جديد ومبتكر كمؤلف أضيف لكونه مايسترو حديث رائد، حتى رغم قيادته لعدة أعمال لمؤلفين آخرين في جولته الأولى. عودته حثت على تأملاته التالية: «باريس هي المكان الذي تكون فيها الموسيقى خامدة في لحظة وتكون حيوية في اللحظة التالية؛ حيث تكون رفيعة ومن المقام الثاني، الشحات والملك، حيث كان في السابق يمجد ويحتقر ويقدس ويهان. في باريس الموسيقى دائما تتحدث مع الرعاع والصم. تراه في السير بحرية دون قيد أو بالكاد تتمكنون من الحركة مع الأطراف القوية رغم القيود والأغلال. في باريس الموسيقى مقدسة – طالما تكون أقل تضحيات مطلوب لتطعم في المذبح».
برليوز صحبه في الجولة الألمانية المطربة ذات السلالة الفرنسية والأسبانية المختلفة ماري ريشيو، التي غنت في معظم حفلاته. وزع لها أغنيته «غياب» من «ليالي الصيف» التي غنتها في درسدن للمرة الأولى. لم تكن مشاعره نحوها بنفس حرارة مشاعره تجاه هارييت مسيثون حقا حاول الهروب من مطاردتها في عدد من المناسبات. في هذه العلاقة رسائله وكتابته صامتة بشكل أو آخر، لكن سواء فصيحة أم لا استمرت عشرين سنة حتى وفاته. في باريس واجه برليوز الآن إعالة منزلين وحتى مشهد التراجع الحاد في صحة هارييت سميثون. مع ذلك كان يحب ابنه لويس وهذا الشعور زاد قوة حتى صار محل تركيز حياته العاطفية.
العامان اللذان مرا قبل القيام بجولة حفلات أخرى كانت غير مميزة، خاصة بما انه الآن بلغ 40 سنة. لم تكن هذه السنوات منتجة، لكن كرسها أكثر للصحافة ونشر موسيقاه وأول عملين أدبيين له أكثر مما كرسه للموسيقى. المذكرات تتناول التزاماته اللانهائية في الحفلات وأكبر حفل له كان في 1 أغسطس 1844 كجزء من المهرجان الكبير للصناعة، مع أكثر من 1000 عازف. أربع حفلات في أوائل 1845 شكلت مهرجان روج له مسرح فرانكوني وأيضا قدم مع أوركسترا كبير والكورس. من هذه الفترة تظهر سمعة برليوز مع سوء حظه كمؤلف مزعج ولم يتوانى رسامو الكاريكاتير عن استغلال هذه الصورة. أفضل عمل في هذه الفترة هو افتتاحية «القرصان»، التي كتب مسودة لها في نيس في الحال بعد جهوده في المهرجان الكبير للصناعة عام 1844 وقدم أولا بعنوان «جولة إلى نيس». أيضا يرجع عمله «الترنيمة إلى فرنسا» الكبيرة والعظيمة أيضا لهذا العام. قبل ذلك أعد اجزاء من اوبراه «بنفنيتو تشيلليني» لتصبح افتتاحية لامعة، «الكارنفال الروماني» الذي عرض أول مرة في 3 فبراير 1844، وتوزيع لعمل ليوبولد دوماير «مارش مغربي» حقق نجاح ملحوظ بعد عام. راي كل من السيمفونية الخيالية والسيمفونية الجنائزية في الصحافة في هذا الوقت.

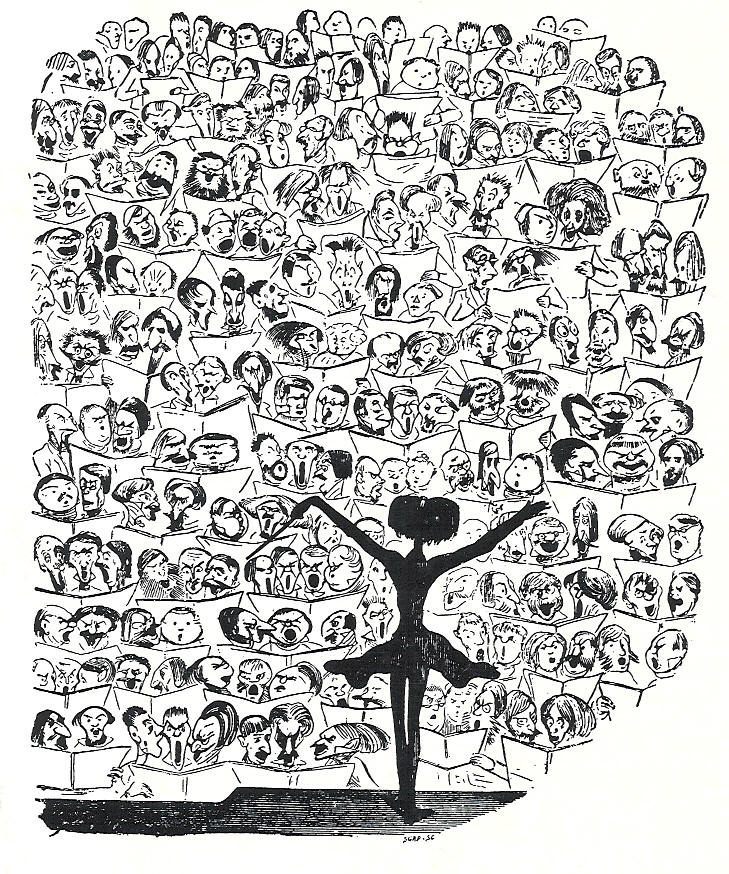
رسم لبرليوز يقود جوقة رسمه جوستاف دوري، نشر في 27 يونيو 1850

عام 1845 بدأت سلسلة أكثر كثافة وتنوعا للحفلات الموسيقية. الأولى كانت لمارسيليا وليونز تلاها زيارة إلى بون لمهرجان بيتهوفن الذي نظمه ليست وحضره موسيقيون رواد من كل أنحاء أوروبا وعدد من الملوك. تلا ذلك جولة مطولة للنمسا وبوهميا والمجر التي أحضرت أسمه وموسيقاه حتى بشكل أكثر حسما في مقدمة الاهتمام الأوروبي. مرة أخرى سرد تفاصيل أسفاره في مجلة بعد عامين ولاحقا في مذكراته. كانت تنقله كالتالي: بالمركبة إلى لينز وبالتالي بالباخرة إلى فيينا، حيث مكث أكثر من شهرين وقدم خمس حفلات. أضاف أغنيتين جديدتين لبرنامجه «الجد» للسوبرانو و«الصياد الدانماركي» للباص، وحفلاته التي تضمن على الأقل أجزاء من كل أعماله الكبرى حتى الآن، حققت نجاحا كبيرا. أحد الحفلات خصص لعرض كامل لروميو وجولييت ولم يحتاج للمبالغة في تقاريره عن التصفيق والحماس؛ كان استقبال مختلف كليا من أي شيء عرفه ابدا في باريس. ثم قدم ثلاث حفلات في براغ في عدة أسابيع ثم واحدة أخرى عند العودة لفيينا. في فبراير 1846 قدم ثلاث حفلات في بيس بما في ذلك توزيع جديد لمارس راكوسزي، الذي تلقاه الجمهور بحماس وهو يعي الطموح الوطني له. قدم حفلا في بريسلاف ثم ثلاث حفلات أخرى في براغ، حيث وجد الموسيقيين «بشكل عام الأفضل في أوروبا» وحيث تمتع بنجاح واعجاب أكثر مما في فيينا. في طريق العودة إلى باريس قدم حفلا واحدا في برونسفيك في 24 أبريل 1846.
ليس فقط فاز برليوز بترحاب غير مسبوق في هذه الجولة: ألف أيضا مجموعة أعمال جديدة «لغنة فاوست». لبعض السنوات كان ذهنه يعود إلى فاوست لغوته والألحان التي رفضها عام 1826. كاتب الليبريتو يدعى ألمير جاندونييه قدم بعض المواد قبل رحيله من باريس، وكتب بليوز الباقي بنفسه. ثم كتب كل نصوصه الكبرى. جمع «لعنة فاوست» في مدن كثيرة بقى فيما بما في ذلك بساو وفيينا وبيست وبرسلاف وبراغ. اكتمل العمل ووزعه اوركستراليا عند عودته، رغم انه قاطع التاليف لفترة قصيرة بتكليف le chant des chemins de fer لافتتاح «خط سكة الحديد لشمالي فرنسا» في مدينة «ليل» في 14 يونيو 1846 وهي مناسبة رواها في «غرائب الموسيقى». العرض الأول لعمل «لعنة فاوست» الذي قدم في 5 ديسمبر 1846 في الاوبرا كوميك، كان العكس فنيا وماليا.
«فاوست عرضت مرتين امام دار اوبرا بنصف العدد. جمهور باريس الانيق الجمهور الذي يرتاد الحفلات ويفترض انه مهتم بالموسيقى مكث في راحة بالمنزل ولم يهتم بعملي الجديد كأني طالب كونسرفتوار غامض.. لا شيء في مشواري الفني كفنان جرحني اعمق من هذه اللامبالاة غير المتوقعة».
علامات تزايد عدم الاهتمام في باريس اتضحت لبعض السنوات، لكن السخرية اشد مقابل الدفء والفهم البادي له في الخارج. لم يكن لدى برليوز اختيار عدا مواصلة اللجوء لبلاد أجنبية ومد جولاته لاراضي جديدة. بلدان اساسيان وفروا الوطن وهما روسيا وإنجلترا وكان لروسيا ان ذهب اولا خلال شهرين من ضجة "فاوست". قدم اجمالا خمس حفلات في سانت بطرسبرج وحفل في موسكو الأول يشمل عرضين كاملين لروميو وجولييت. الآن كان لديه «لعنة فاوست» لإثراء برنامجه، والجزئان الاولان عرضا ثلاث مرات في روسيا. في طريقه للوطن قدم عرضا كاملا لفاوست في برلين بدعوة من ملك بروسيا. مرة أخرى ذكر لدى عودته ان: "نجاح كبير" ربح كبير، عروض عظيمة الخ الخ. فرنسا أصبحت متشددة تجاه الموسيقى وكلما ارى أكثر من الأرض الاجنبية قل حبي لبلدي. الفن مات في فرنسا: لذا على الذهاب حيث ما زال موجودا. في إنجلترا يبدو وجود ثورة حقيقية في الوعي الموسيقى للبلد في آخر عشر سنين. سنرى".
لذا ترك باريس مرة أخرى حيث وصل على لندن في اوائل نوفمبر 1847. عينه لويس جوليان مايسترو لموسم الافتتاح في مسرح دروري لين، والاعمال في عهدته كانت لدونيزيتي وبالف وموتسارت «زواج فيجارو». افتتح الموسم في ديسمبر، لكن خلال شهر كان برليوز يشعر بالقلق لدى قرب افلاس جوليان. كان جوليان لديه حسن الاستعراض ورغم استمرار موسم الاوبرا لمدة عامين كاملين لم يتقاضى برليوز اجره قط. لكنه بد من ذلك وضع على حفل فيه موسيقى من تأليفه التي نالت معجبين كثر. في نفس المنحنى اندلعت الثورة في باريس وربما شعر برليوز بالامتنان للابتعاد عن الحصون. بدأ في أن يضع مذكراته واضاف مقدمة يأست من الحياة الفنية في باريس. منصبه الوحيد الذي تقاضى عنه اجر وهو امين مكتبة في الكونسرفتوار كان مهددا، والكثير من اصدقاؤه هربوا من فرنسا للاستقرار في إنجلترا ورئيسهم تشارل هال. رغم فشل جوليان وجد برليوز الإنجليز ودودين ولديهم حسن ضيافة وذوقهم للموسيقى مشجع. حفل كبير ثاني عقد في 29 يونيو 1848 في ميدان هانوفر رسخ سمعته خاصة في اعين صحافة لندن وفكر في المكوث إذا عرض عليه منصب مناسب. مع ذلك عاد لباريس ربما بسبب عرض دخل منتظم عليه ولأن رغم كل شيء علق بحرية أنها وطنه.

### 1848-1863

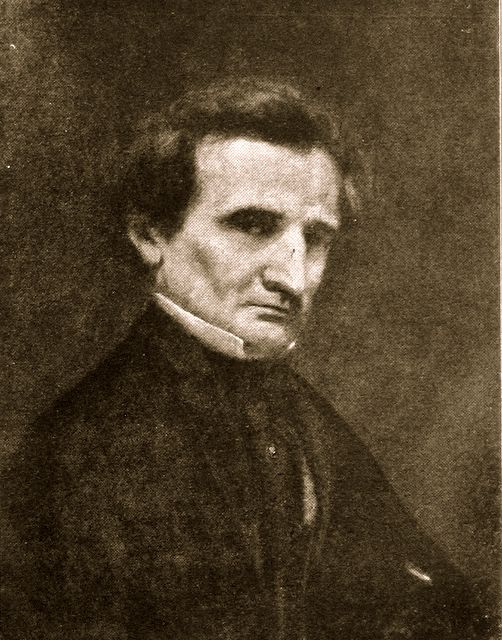
لوحة زيتية لبرليوز رسمها جوستاف كوربيت، 1850.

من هذا الوقت فصاعدا جولات برليوز لدول أجنبية كانت تقريبا كلها لأماكن زارها من قبل؛ سنوات غزوه الأول انقضت. في مسافة ست سنوات ازدهرت شهرته الأوروبية وايضا نشر معظم أعماله الكبرى. كانت بنفنيتو تشيلليني وفاوست استثناءات، جعلت ممكن نشر المزيد من موسيقاه. النجاح في الخارج عوض كثيرا عن فشله في الوطن وواصل القيام بزيارات منتظمة لإنجلترا وألمانيا ل15 سنة. النظام الجديد في فرنسا جعل الضجة الرومانسية تبدو أبعد، وسريعا ما كانت اذواق الامبراطورية الثانية هي ترسيب كل مسارات الحياة لكن برليوز حقق بعد جديد اعتمادا على حسه بالدعابة الساخر بقوة وعلى ايمانه الراسخ بالمثل الكلاسيكية. قد يكتشف المرء راحة جديدة في موسيقاه بعد 1850 حيث تربطه بمؤلفه المفضل جلوك وتعزله عن كل من الذوق الباريسي وعن المدارس الجديدة لليست وفاجنر.
ليس ضروري تدوين كل جولة اجنبية لهذه الفترة. الاغلبية منحته رضا عميق وعكست فهم صادقا في جماهيره. هم الاحداث كانت في فايمار حيث سمح وضع ليست في بلاط دوق ساكس فايمار ليعجب أكثر ببرليوز. في مارس 1852 احيا ليست بنفنيتو تشيلليني التي وضع لها برليوز بمساعدة ليست، نسخة جديدة جزئيا بسبب الياس من المصير التعس في 1838 وجزئيا لتحقيق مطالب الذوق الألماني. نجاحه في فايمار وبعد ذلك في مدن ألمانية أخرى كان دائم. في نوفمبر 1852 خصص ليست اسبوع كامل لاعمال برليوز، حيث عرض بنفنيتو تشيلليني وروميو وجولييت وجزئين من لعنة فاوست التي اهداها لاحقا لليست عندما نشرت عام 1854. وردا على ذلك اهدى ليست «سيمفونية فاوست» لبرليوز. زيارات أخرى قام بها برليوز لفايمار اعوام 1855 و1856 كانت المناسبة للمناقشات حيث حثت الاميرة ساين فتجنشتاين عشيقة ليست برليوز على مواصلة حلمه لاوبرا ملحمية ماخوذة عن الإلياذة ووصلت إلى عمل «الطرواديون» عام 1858.

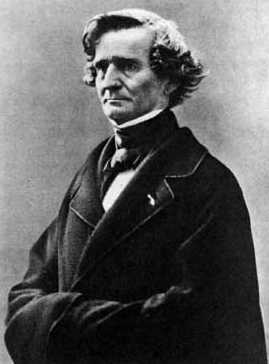
صورة فتوغرافية لبرليوز في يناير 1857

لكن في لندن «بنفنيتو تشيلليني» لم تحقق نجاح حين عرضت هناك، في كوفنت غاردن في يونيو 1853 وسحبت بسرعة، حيث كانت في باريس عام 1838. كانت هذه عقبة واحدة في استقبال برليوز الحافل في إنجلترا في كل الخمس زيارات. بقاءه عام 1851 كعضو في المحلفين الدوليين لفحص الآلات الموسيقية في المعرض الكبير، اصدرت بعض الانطباعات الملحوظة في تقاريره لصحافة باريس، فوق كل شيء خبرة سماع 6500 طفل يغنون في «كل الناس على الأرض يقيمون» اثناء الصلاة السنوية لحفل الأطفال الخيري في سانت بول. 6 حفلات في قاعة اكستر عام 1852 حيث لم تكون لموسيقاه الريادة، كان «نجاح غير عادي يتجاوز أي شيء حققته في روسيا وألمانيا». عرضان للسيمفونية الكورالية لبيتهوفن على وجه الخصوص وضعت الختم على شهرته كمايسترو وساهمت في تلقيه دعوة من الجمعية الفيلهارمونية الجديدة لقيادة موسمها عام 1855. بما ان فاجنر كان حينها يدير الجمعية الفيلهارمونية القديمة جعلت هذه المناسبة لقاء الرجلين وتبادل التعاطف والتشجيع بشكل اتم من أي وقت اخر في مشوارهما الفني: تباعا مفهومهما للموسيقى المتباين جذريا سبب اغتراب بينهما. زيارات لدول اجنبية أخرى تذكرها برليوز برضا كانت لهانوفر ودرسدن وبروسفيك عام 1854 وبروكسل عام 1855 وعمله المنتظم لموسم الصيف في بادن بادن. قاد الأوركسترا أول مرة هناك عام 1853 وانشغل كل سنة من 1856 إلى 1863. بينازيت مدير الكازينو «أعطاني كل ما أريد لعرض أعمالي وكرمه فاق كل ما منحه أي شخص لي حتى الملوك الأوروبيين الذين أشعر بامتنان نحوهم». كان بينازيت الذي كلفه بكتابة آخر عمل لمسرح بادن بادن كتبه برليوز عام 1862 وهو «بياتريس وبنديكيت».
في المنزل في باريس قام برليوز بمحاولة أخرى مصممة ليفوز بجمهور لموسيقاه بتكوين «جمعية فيلهارمونية» في منافسة واضحة مع جمعية حفلات الكونسرفتوار. هذه الجهة الجديدة قدمت حفلها الأول في 19 فبراير 1850 مع برليوز كمايسترو. رغم النجاح الأول ازعجت الجمعية بالرفض الداخلي وقلة الموارد المالية وجائم العرض فقط حتى مايو 1851. لكن في تلك الفترة قاد برليوز مجال واسع من الموسيقى وقدم بعض أعماله، خاصة «وداع رعاة» الغنم، لاحقا في الجزء المحوري من عمله «طفولة المسيح». في عرضه الأول نسبه برليوز لمؤلف خيالي من القرن السابع عشر يدعى بيير دوكري، مما سمح له بالفرح لحيرة جمهوره. الجمعية الفيلهارمونية أيضا قدمت قداسه الجنائزي في كنيسة سانت يوستاش. عرض «طفولة المسيح» بالكامل أول مرة في باريس في 10 ديسمبر 1854 تطورت من عملي «وداع رعاة الغنم» و«الهروب إلى مصر». الكثير من النقاد لاحظوا أسلوب أكثر تقييدا في العمل لكن برليوز اصر انه على العكس فقط موضوعه تغير وانا الهدف الاسلوب الأول وهو دقة المحتوى التعبيري ما زال لم يتغير.
طريقة برليوز التذكارية تمثلها «التسبيحة» التي كتبها عام 1849 رغم ان المفهوم يرجع على الارجح إلى ثلاثة أو أربعة اعوام قبل ذلك. لم يجد فرصة لاداء هذا العمل حتى أبريل 1855 حين دخل ضمن الاحداث ذات النطاق الواسع التي روج لها بالنسبة للمعرض العالمي. في ذلك الوقت اصناف كورسين جزء لجوقة كبيرة للاطفال مستلهمة تجربته في كاتدرائية سانت بول عام 1851. في نوفمبر 1855 قاد برليوز ثلاث حفلات كبرى في القصر الصناعي للاحداث الختامية للمعرض. اثناء الاربعينات ومعظم الخمسينات جمعية الحفلات وهي أكثر جهة حفلات منتظمة انشات من وقت طويل واصلت في تجاهل برليوز بالكامل.
توفى والده عام 1848. كان برليوز يشعر بارتباط عميق تجاهه، وزاد هذا الشعور بعد أن تحسنت العلاقة المتوترة بينهما أثناء أول أيام برليوز في باريس، وشعر بحدة الخسارة بشدة. ظل قريبا لكل من أخويته نانسي واديل اللتين توفيتا عامي 1850 و1860 على التوالي وأسرتيهما. ورث دخلا متواضعا من تركة والده التي خفضت بعض أعبائه المالية. توفيت هارييت سميثون عام 1854 بعد أربعة أعوام من الشلل الحاد. كتب برليوز عنها بتأثر وعن فشل سعادتهما في مذكراته، لم ينسى قط الانطباع الذي تركته عليه أول الامر ولا اسلوب الترجمة الدرامية التي لونت فهمه لشكسبير.

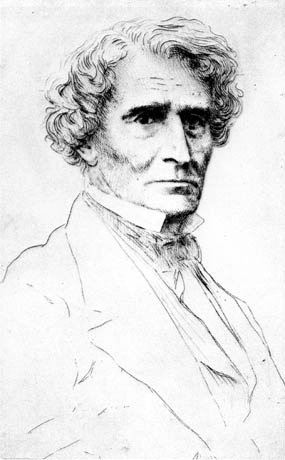
رسم بالرصاص لبرليوز بقلم ألفونس ليجرو، 1860

تزوج ماري ريتشيو بعد سبعة أشهر، وهي خطوة طبيعية بعد ارتباطهم لمدة 12 سنة، ورغم عدم غنائها أمام الجمهور لبعض السنوات ما زال عليه أن يعاني من الضرر الذي حدث بسبب موقفها الحقود تجاه الموسيقيين الآخرين خاصة فاجنر. معها جاءت والدتها الأسبانية التي عاشت بعد وفاتهما وقامت برعاية برليوز في سنواته الأخيرة. ابنه لويس الذي كان في البحرية الفرنسية كان مصدر قلق كبير لبريوز بعد مراهقة صعبة، لكن تدريجيا تطور بينهما رابط قوي. على حد قول لويس «خيط حياتي هو امتداد لحياة والدي. حين يقطع سوف تنتهي حياتنا نحن الاثنين». شارك لويس في القتال في الحرب الكرميالينية والبلطيق. عام 1867 حين كان قبطان في السفينة التجارية في رحلة فرنسية إلى المكسيك، توفى من الحمى في هافانا، وكانت هذه اشد الصدمات التي عانى منها برليوز وسبب مباشر لتدهور صحته آخر الأمر. وكان حب لويس للسفر والبحر انعكاس لحب برليوز نفسه الذي دام مدى الحياة للسفر إلى الأراضي النائية، الذي امتزج مع حلمه بأرض حيث تمتع الفن والموسيقى بالاهتمام، حيث خيبة الأمل والتعاسة في باريس لم تكن موجودة. عام 1862 في الرد على ذلك أحب لويس وأعجب موسيقى والده.
كانت أعمال برليوز في الأربعينات عفوية في الأصل والتكرار، جزئيا بسبب تحويل المجهود للسفر وقيادة الاوركسترا والتصحيح والمراجعة والصحافة. في العقد التالي لم يكن التنوع أقل إلحاحا لكن الآن وجد الهدوء العقلي والروحاني للتمتع بسلسلة روائع سطعت بشكل ملحوظ خلال المعارك اليومية التي أجبر على خوضعها. بعد التسبيحة عام 1849، كانت أعماله الاساسية «طفولة المسيح» التي كتبها على نص من تأليفه غالبا عام 1854. عمل آخر سنة 1854 هو كنتاتا غير هامة l'imperiale للمعرض العالمي. وزع معظم «ليالي الصيف» (كان وزع مقطوعة «غياب» عام 18439 لتنشر في فنترثار، رغم أنه لم يسمع سوى الغياب و«روح الورد» في الشكل الاوركسترالي. في تلك المرحلة (أبريل 1856) استسلم لرغبة في تأليف اوبرا ملحمية واسعة تعتمد على الكتاب الثاني والرابع للإلياذة لفرجيل الفكرة كانت في ذهنه لخمس سنوات أو نحو ذلك وبلا شك لازمته منذ الطفولة حين كان يبكي عند قراءة والده لفرجيل. حبه لفرجيل استمر معه حتى الاكتشافات لشكسبير وغوته وعادت له مع قوة لا تقاوم في نضجه. الإلهام لديه وصل ذروته لخيبة الامل الطويلة مع العالم بدت تقلل الشعلة الابداعية رغم انه عرف أي الصعوبات التي واجهها لو كانت كتبت من قبل. بالتنازل عن معظم جولاته للحفلات الموسيقية ومعظم أعماله الصحفية التي قام بها فيا لواقع اكمل «الطرواديون»، الكلمات والموسيقى، في اقل من عامين، مع اضافات صغيرة ومراجعات لتتم في الفواصل على مدى الخمس سنوات. هي جراند اوبرا من خمسة فصول على التقليد الفرنسي الكلاسيكي، على نفس المقياس التقريبي مثل اوبرات مايربير والاوبرات الكثيرة الأخرى التي تمتعت بتامين العروض المنتظمة في باريس. مع ذلك فرص برليوز لتامين الإنتاج حيث نالت أعماله اهتمام على الإطلاق بما يقترب من مزاياه كانت مهملة من البداية – وهي حقيقة ادركها بالكامل.
كرس الخمس سنوات التالية سلسلة محاولات محبطة ليشهد عرض «الطرواديون» على المسرح. اعداء برليوز في الصحيفة سرعان ما بالغوا في طولها ومطالبها، وفشل بنفنيتو تشيلليني مازال لا ينسى في الاوبرا. قدم عدة قراءات للقصيدة لجماهير مختارة بعناية؛ سعى بلا فائدة للحصول على رعاية نابليون الثالث ووزراءه. وآخر الامر، عام 1860، وافق على عرض لتقديمه في المسرح الغنائي، وهو مسرح مستقل قام به متعهد الحفلات كارفالو في حين عرضت تانهاوزر لفاجنر مع نجاح غير مسبوق في الاوبرا. فشله في مارس 1861 كان امر مثير للسخرية المريرة لبرليوز، وشكل فرصة للطرواديون ليقبل في الأوبرا. هذا الاتفاق حدث في اوائل 1863 لذا العودة لبرليوز في المسرح الغنائي حيث أجبر من أجل رؤية أي اتجاه على الإطلاق لتقسيم أوبراه إلى جزئين، الفصلين أو حيث أصبح "الاستيلاء على طروادة" والفصلين 3 إلى 5 "الطرواديون في قرطاجة" الجزء الثاني عرض أول مرة في 4 نوفمبر 1863 مع مدام شارتون ديمور في دور دايدو. كان نجاح قاطع اعجب به اغلب الصحافة وجرى ل21 عرض. كان برليوز فخور ومتأثر لكن تدريجيا شعر بالمرارة والغضب ليرى الحذف الذي قام به كرفالو في العروض اللاحقة وليرى النوت الغنائية المطبوعة التي شوهت العروض "مثل جسم البقرة المعلقة في دكان الجزار". “الاستيلاء على طروادة" سمع برليوز فقط جزء عرض في بادن بادن عام 1859.

### 1863-1869

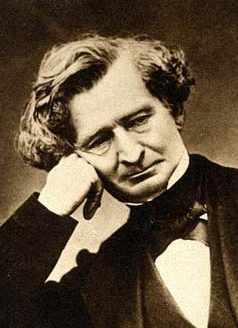
هيكتور بيرليوز

بعد عام 1863 لم يشجع برليوز إعادة إحياء «الطرواديون» ولم يحدث أي منها لنحو 30 عام. الثمار المالية كانت تعويض عن يأسه الفني، فتمكن أخيرا للاستقالة من مهامه كناقد في «المجلة النقدية». استقال من التأليف والنقد، وسمح لروحه ان يتغلب عليه اليأس وخيبة الأمل لكثافة مروعة. أصبح واعي بالموت خاصة منذ فقدانه لأختيه وزوجتيه، ومع اختفاء المزيد من معاصريه وأصدقاءه لازمة شبح المقابر. عام 1864 كتب:
"عمره 61 سنة؛ آمال ماضية، خيبة أمل ماضية، أفكار سامية ماضية، ومفاهيم سامية. ابن تقريبا تقريبا دائما بعيدا عني. انا وحيد ازدرائي لحماقة ووضاعة البشر، كراهيتي لقسوته لم تكن ابدا اشد من الآن. واقول كل ساعة للموت "متى تأتي؟ لماذا تأجل؟"
ومع ذلك عاش لخمس سنوات أخرى يعاني بشدة من مرض في اعصاب الامعاء ظهر أول مرة منذ عشر سنوات من قبل ووصل إلى مضاعفات حادة عام 1859. استمر الأمر المبدئي في اخر 15 سنة، زاد عزلته الروحانية. اعتمد أكثر وأكثر على الدائرة المتضائلة من الاصدقاء للراحة خاصة ستيفن هيلر وادوارد الكسندر. من وقت لآخر قام بقراءات لشكسبير؛ لكن تفادى الموسيقى عادة. حضر عدة حفلات عامة أو أوبرات، مع استثناء دون جيوفاني، فكانت حفلات باسديلوب افتتاحية «القضاة الفرنسيون» وأجزاء من الطرواديون عرضت، ولإحياء أوبرا ألسيست لجلوك في أكتوبر 1866، التي طلب منه الإشراف عليها. اكمل وراجع مذكراته. وطبعت منها 1200 نسخة عام 1865 وخزنها في مكتبه في الكونسرفتوار. العديد من أصدقائه تلقوا نسخ، ونشت الباقي بعد وفاته.
الصفحات الأخيرة من المذكرات تكشف عن شعاع ضوء واحد اخترق الحزن المنتشر عدا ذلك. عام 1864 شعر بدافع شديد لزيارة أخرى لمشاهد طفولته، خاصة مايلن قرب جرينوبل، حيث أعجب بإستيلا التي عاشت في طفولتها. قام بزيارة مبكرة وحتى كتب لها عام 1848 لكن في هذا الوقت اكتشف أنه مقيمة في ليون، كتب مرة أخرى وزارها. كانت الآن أرملة عمرها 67 سنة وهو 60 سنة، مع ذلك ما زالت ذكرى لقاء طفولتهما حية بالكامل في ذهنه "قفزت روحي قرب تمثالها لحظة رؤيتي لها، كانها ما زالت في روعة جمالها. سعد برليوز بالتواجد في حضورها، ليقبل يدها واليوم التالي يتلقى رسالة قصيرة ورسمية منها. طلب إذن بالكتابة لها، ولباقي حياته فعل ذلك تقريبا كل شهر. زارها في الثلاث فصول الصيف التالية في جنيف، حيث ذهبت للعيش مع ابنها وافقت على اهتمامه وتودده بهدوء وعدم فهم تحول تدريجيا لفهم وتعاطف. المجال الكامل لاعتماده على هذه اللمحة من طفولته لا يمكن أن تقدر. ليس لأول مرة أحب رؤية مثالية وواقع حول الخيال.

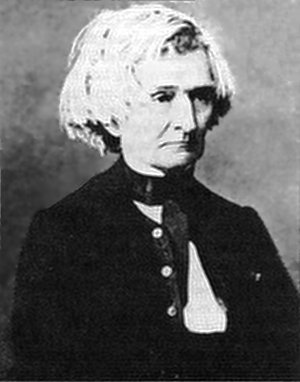
آخر صورة فتوغرافية لبرليوز، 1868

برليوز لم يتخلى كليا عن قيادة أعماله الموسيقية في الخارج. في ديسمبر 1866 وافق على دعوة لقيادة «لعنة فاوست» في فيينا. هانسليك نقد الموسيقى لكن عامة كان نجاحها واسع. السن والمرض وقلة معرفته بالألمانية أضر بمههارته في قيادة الاوركسترا، لكن ه لاقى احتفاء به من كورنيليوس وهيربك مثلما حدث له عام 1845. فبراير التالي قاد هارولد في إيطاليا واجزاء من بياتريس وبنيدكت في كولونيا كضيف لصيدقه القديم من 1830 فرديناند هيلر. الاندفاع النهائي للطاقة كان قبوله دعوة إلى سانت بطرسبرج في نوفمبر 1867 بعد وقت قصير من وفاة لويس ابنه. ربما فكر أن يجد التجديد والهروب بدلا من ذلك الرحلة والحفلات ستة في سانت بطرسبرج واثنين في موسكو – دمرت قوته الباقية. ليس حتى رد الفعل المتعاطف من المدرسة الناشئة للموسيقيين الروس أو التهليل الساحق من الجمهور قلل من انهياره الوشيك. ذهب مباشرة لنيس وهي مشهد ذكريات سعيدة لعام 1831 و1844 ومونت كارلو. مرتان اثناء سيره جانب البحر وقع وامسكوا به وهو ينزف. عاد لباريس حيث عاش 12 شهر وكان نحيل جدا ويعيش حياة لا معنى لها. مات في 8 مارس 1869 بعد ان اعتنت به حماته وزاره اصدقاؤه الاحياء سان صانز ورييار. دفن في مقبرة مونمارتر في 11 مارس 1869.

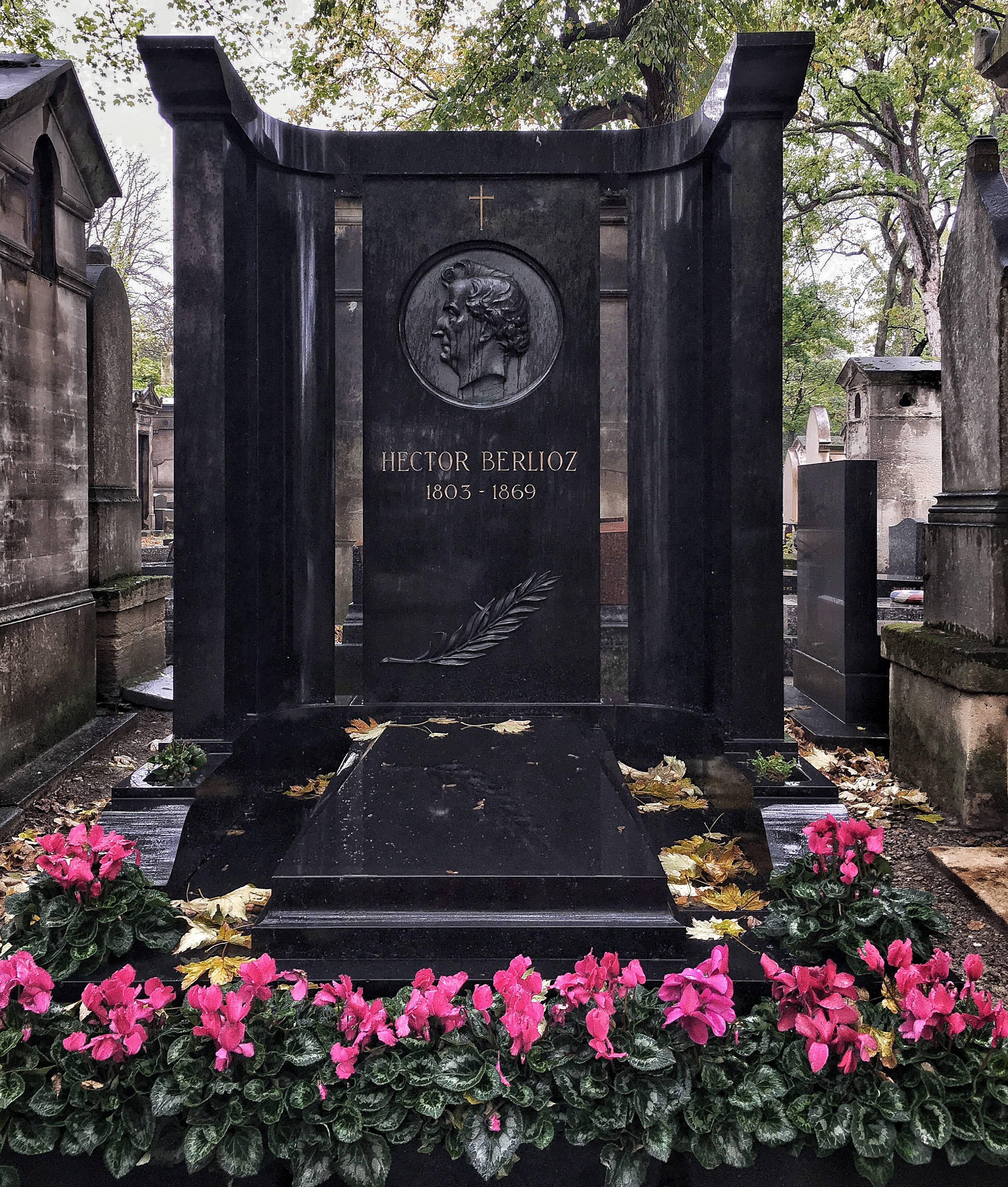
قبر برليوز بمقبرة مونمارتر

## من أهم أعماله
- لعنة فاوست الأبدية (مقتبسة عن قصة للكاتب الألماني غوته).
- السيمفونية الخيالية.
- قُداس الموتى الكبير.
- روميو وجولييت (عن الرواية المشهورة للروائي المسرحي الإنكليزي وليام شكسبير).
- طفولة المسيح.
- الطراوديون (نسبة إلى طروادة).
- هارولد في إيطاليا (عن عمل للشاعر البريطاني لورد بايرون).

### السيمفونية الخيالية Symphonie fantastique

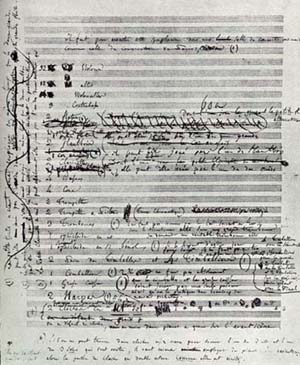
الصفحة الاولى من المسودة الاصلية للسمفونية الخيالية (1830)

يعتبر هذا العمل الأوركسترالي أهم ما كتبه بيرليوز، وهو من أوائل المقطوعات الموسيقية الحديثة التي نسميها بالموسيقى ذات البرنامج أي التي تعبر عن قصة معينة أو أحداث واضحة، وقد قام بيرليوز بكتابتها عام 1830 لأوركسترا كبيرة الحجم بعد أن استوحى فكرتها من أحداث حقيقية في حياته، حيث يصف فيها قصة حبه للممثلة الإيرلندية هارييت سميثسون، ويعبر فيها عن اليأس وفقدان الأمل من أن تبادله هارييت الشعور نفسه، وذلك عن طريق خلقه لشخصية فنان رمزية تمثل شخصية بيرليوز الداخلية وخيالاته.
والسيمفونية مؤلفة من خمس حركات، الحركة الأولى Rêveries - Passions أي أحلام وعواطف، وهو يعبر فيها عن لقاء هذا الفنان لمحبوبته للمرة الأولى والوقوع في حبها، أما الحركة الثانية Un bal أي حفلة راقصة، فهي تحكي عن ذهاب هذه الشخصية إلى أمسية راقصة، وعلى أنغام الفالس يبدأ خيال المؤلف بالتفكير بمحبوبته بعيداً عن كل الناس في الحفلة.
وفي الحركة الثالثة Scène aux champs أي مشهد في الحقول، ينتظر الفنان محبوبته وسط أجواء السهول الفسيحة وأصوات الحيوانات البعيدة في الأفق، لكنه سرعان ما يكتشف أن محبوبته نسيته وأنه لن تأتي أبداً، فهو سيظل وحيداً إلى الأبد، وهكذا نصل إلى الحركة الرابعة Marche au supplice أو مسير نحو الإعدام، حيث يدمن الفنان على المخدرات ويبدي اليأس من حياته، وهكذا يبدأ برؤية أحلام ورؤى عن قتله لمحبوبته والحكم عليه بالإعدام، ويصور مسيره نحو المقصلة، حيث يرى وجه محبوبته للمرة الأخيرة قبل أن تقرع طبول الموت.
في الحركة الأخيرة Songe d'une nuit de sabbat أو حلم ليلة سبت الساحرات، يرى الفنان نفسه في مقبرة يشارك بطقوس الساحرات اللواتي يحتفين بانضمامه إلى مجموعة الأشرار والمحكوم عليهم بالعذاب الأبدي، حيث بدأ بتخيل وجه محبوبته وقد تحولت إلى مخلوق شرير يلاحقه، وتنتهي الحركة بمشهد مروع يعبر عن خلود المؤلف في العذاب الأبدي.
وتحمل هذه السيمفونية الكثير من المعاني العاطفية والفلسفية العميقة، وتعد من أهم مراحل تطور الموسيقا بسبب التوزيع الأوركسترالي الذي استخدمه بيرليوز واستخدامه لمفهوم idée fixe (الفكرة الثابتة) أو ما يعرف أيضا باسم اللحن الدال Leitmotif وهو لحن معين يجمع بين كافة الحركات ويمثل محبوبة الفنان، وقد فازت هذا المقطوعة بجائزة روما للتأليف الموسيقي وما تزال حتى اليوم من أبرز ما كتب في الفترة الرومانسية ومن أجمل ما أبدعته عواطف وتخيلات برليوز.

## روابط خارجية
- هيكتور بيرليوز على موقع IMDb (الإنجليزية)
- هيكتور بيرليوز على موقع الموسوعة البريطانية (الإنجليزية)
- هيكتور بيرليوز على موقع ميوزك برينز (الإنجليزية)
- هيكتور بيرليوز على موقع قاعدة بيانات برودواي على الإنترنت (الإنجليزية)
- هيكتور بيرليوز على موقع إن إن دي بي (الإنجليزية)
- هيكتور بيرليوز على موقع أول ميوزيك (الإنجليزية)
- هيكتور بيرليوز على موقع ديسكوغز (الإنجليزية)
- هيكتور بيرليوز على موقع قاعدة بيانات الفيلم (الإنجليزية)